# Фан Ван Тянь
Фан Ван Тянь (вьет. Phan Văn Chánh; 1906—1945) — деятель вьетнамского троцкистского движения.

## Биография
Происходил из состоятельной и влиятельной семьи, отводящей своё происхождение к китайскому клану Пань. Окончил колледж Шасселю-Лоба в Сайгоне. В 1925 г. уехал на учёбу в метрополию, где был принят на медицинский факультет Парижского университета. 
Во Франции издавал влиятельную газету «Журналь де этюдьян аннамит» (Journal des Étudiants Annamites) вместе с Чан Ван Тхатем, активно действовал в националистической партии «Независимый Вьетнам» вместе с Та Тху Тхау. Вслед за последним перешёл на троцкистские позиции. 

Фан Ван Тянь

В мае 1930 г. в числе 19 своих товарищей выслан из Франции за участие в митинге перед Елисейским дворцом в Париже с перекрытием улицы, направленном против смертных приговоров участникам солдатского восстания во вьетнамском Йенбае. 
В Кохинхине работал преподавателем в частных школах и сотрудничал с газетой «Донгнай». Несколько раз подвергался аресту, в том числе во время облавы на коммунистов в августе 1932 г., и был приговорён к условному сроку в четыре года.
Являлся одним из организаторов индокитайской левой оппозиции. С 1934 г. входит в группу «Ля Лютт». В 1939 году избран в Колониальный совет Сайгона (на выборах троцкисты получили 80 % голосов и половину мест). В мае 1940 г. приговорен к трем годам тюрьмы с пятилетней высылкой и десятилетним поражением в гражданских правах. Отбывал тюремное заключение на о-ве Пуло Кондор (Кондао). 
Убит сторонниками Вьетминя в октябре 1945 г.